# Thomas Schäfer (Politiker, 1966)

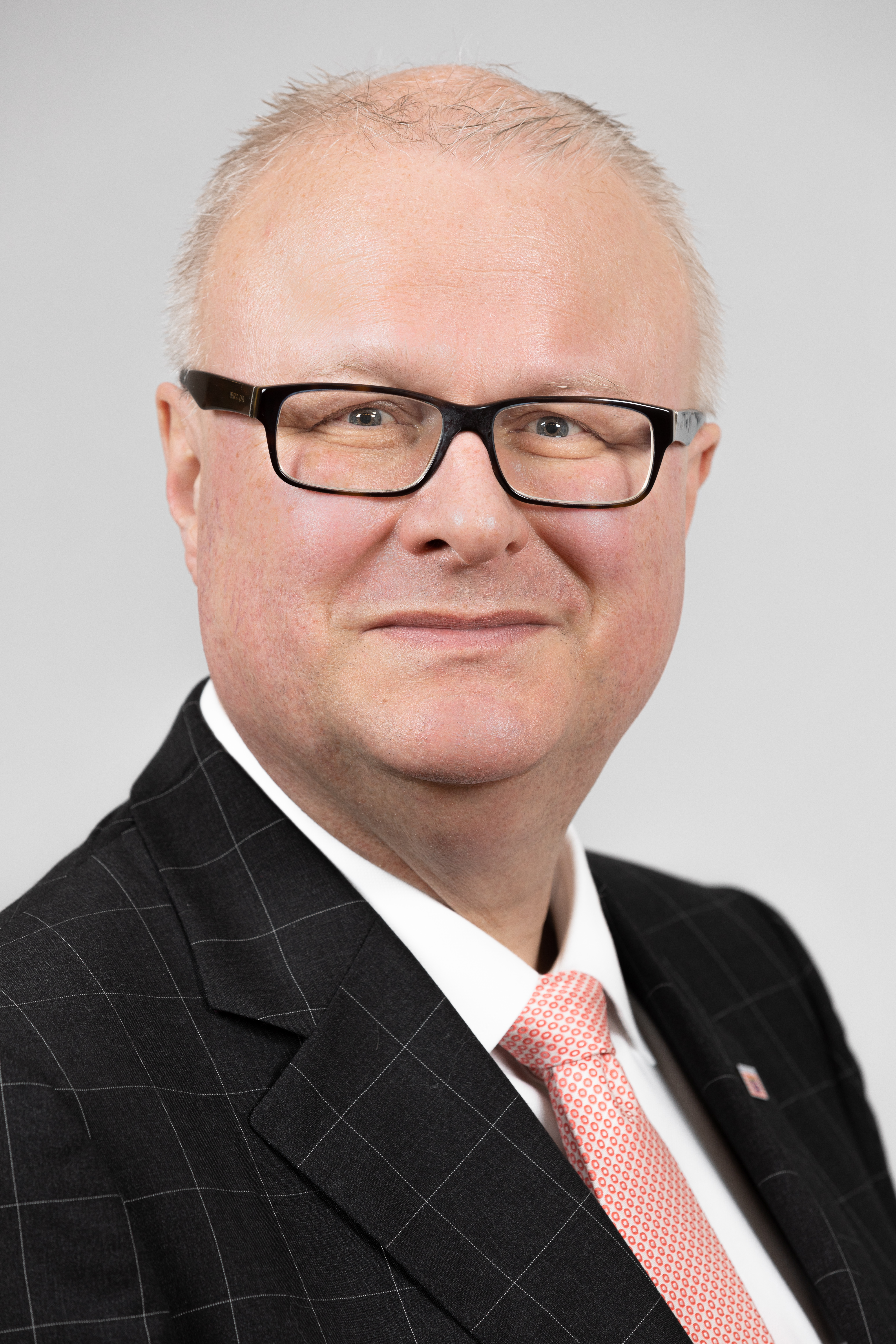
Thomas Schäfer (2019)

Thomas Schäfer (* 22. Februar 1966 in Hemer; † 28. März 2020 bei Hochheim am Main) war ein deutscher Jurist und Politiker (CDU). Vom 31. August 2010 bis zu seinem Tod war er hessischer Finanzminister.

## Leben
Schäfer wuchs in Biedenkopf im Hessischen Hinterland auf. Er besuchte dort von 1976 bis zum Abitur 1985 die Lahntalschule und war dort zunächst Sekundarstufen-, dann Schulsprecher, womit seine politische Karriere begann. Beruflich kam Schäfer zunächst zur Kreissparkasse Biedenkopf, bei der er eine Ausbildung zum Bankkaufmann absolvierte. Es folgte ab 1988 ein Studium der Rechtswissenschaften an der Philipps-Universität Marburg, parallel war er bei der Biedenkopfer Sparkasse als PC-Koordinator tätig. 1997 legte Schäfer sein zweites Staatsexamen ab. Von 1995 bis 1998 lehrte er als Dozent für Privates und Öffentliches Recht an der Deutschen Angestellten-Akademie in Marburg.
Nach erfolgter Zulassung zur Rechtsanwaltschaft und damit verbundener Tätigkeit als Syndikus bei der Commerzbank in Frankfurt am Main wurde Schäfer 1999 mit einer Arbeit über plebiszitäre Elemente in der hessischen Gemeindeordnung bei Werner Frotscher zum Dr. jur. promoviert. 
In jungen Jahren war er Handballtorwart und -trainer beim TV Biedenkopf und später auch Schiedsrichter. Außerdem setzte er sich im traditionellen Grenzgangsfest seiner Heimatstadt ein, war Mitgründer der Burschenschaft Hasenlauf und galt auch sonst als seiner Heimat sehr verbunden. In Dharamsala begegnete er auf einer Indienreise mit einer Delegation des Ministerpräsidenten dem Dalai Lama.
Schäfer war seit 2004 mit einer Mainzerin verheiratet und war Vater einer Tochter und eines Sohnes. Er lebte in seiner Heimatstadt Biedenkopf und dem Wiesbadener Stadtteil Mainz-Kostheim.
Am 28. März 2020 beging Schäfer bei Hochheim am Main Suizid, alleiniger Grund sei die voranschreitende Corona-Krise gewesen. Die Beisetzung erfolgte auf dem Friedhof seines Wohnortes Kostheim.

## Politik

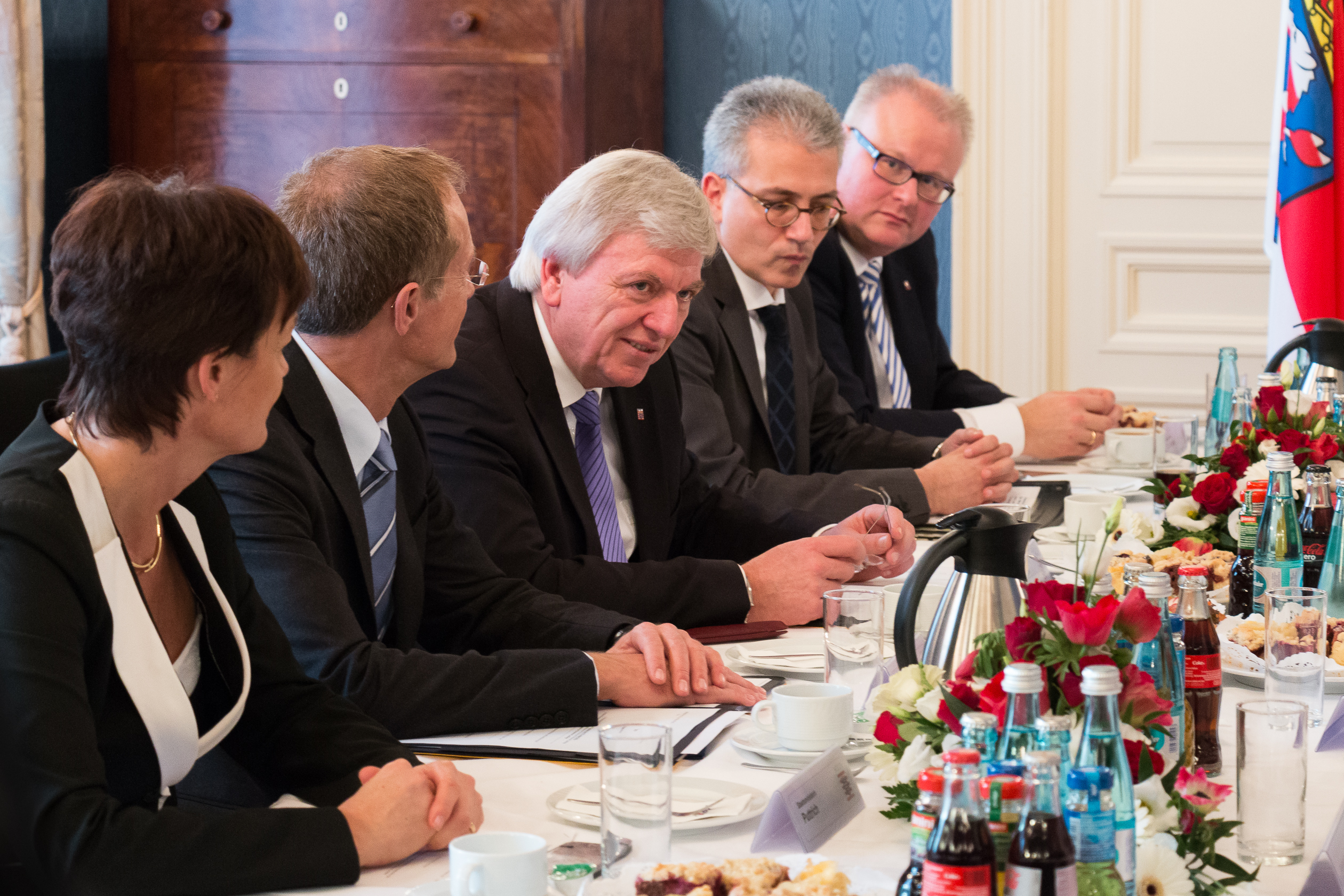
Erste Kabinettssitzung der neuen schwarz-grünen Koalition auf Landesebene in Hessen am 18. Januar 2014

Schäfer stammte aus einem konservativen Elternhaus. Bereits mit 14 Jahren, im Jahr 1980, rief er in der Biedenkopfer Gaststätte „Zum Kottenbach“ die lokale Junge Union ins Leben. In seiner Schulzeit wurde er der wohl erste „schwarze“ Schulsprecher der damals als „sehr linksorientiert“ geltenden Lahntalschule, wo er auch seinen späteren Weggefährten und Nachfolger im Landtag, Horst Falk kennenlernte. Im Jahr 1985 wurde er mit 19 Jahren Stadtverordneter in Biedenkopf, seinerzeit der jüngste in Hessen. Bis 2006 blieb er Mitglied der Stadtverordnetenversammlung; von 1997 bis 2003 als Vorsitzender der CDU-Fraktion. Von 1985 bis 1999 gehörte Schäfer dem Landesvorstand der Jungen Union Hessen an, 1996 unterlag er in der Kandidatur um den Landesvorsitz.
Mit dem Regierungswechsel 1999 in Hessen übernahm Schäfer die Leitung des Ministerbüros des hessischen Justizministers Christean Wagner. Von Mai 2002 bis Oktober 2005 war er Leiter der Grundsatzabteilung der hessischen Staatskanzlei und des Büros des Ministerpräsidenten Roland Koch. Von November 2005 bis Februar 2009 war Schäfer Staatssekretär im hessischen Justizministerium unter Minister Jürgen Banzer.
Nach der vorgezogenen hessischen Landtagswahl 2009 wurde er im Februar 2009 unter Karlheinz Weimar zum Staatssekretär im hessischen Finanzministerium ernannt. In der Zeit der staatlichen Rettungsbemühungen für den von der Finanzkrise angeschlagenen Automobilhersteller Opel mit Stammsitz im hessischen Rüsselsheim wurde Schäfer als Koordinator der vier Bundesländer mit Opel-Standorten tätig und damit bundesweit bekannt. Nach dem Rücktritt von Roland Koch und der Kabinettsumbildung durch den neuen Ministerpräsidenten Volker Bouffier im August 2010 wurde Thomas Schäfer am 31. August als hessischer Finanzminister vereidigt.
Bei der Landtagswahl in Hessen 2013 bewarb sich Schäfer im Wahlkreis Marburg-Biedenkopf I erstmals um ein Abgeordnetenmandat, als Nachfolger von Christean Wagner. Er unterlag knapp gegen Angelika Löber (SPD). Ihm gelang jedoch der erstmalige Einzug in den Landtag über einen Listenplatz seiner Partei. Fünf Jahre später obsiegte er im Wahlkreis mit einem Vorsprung von rund 4300 Stimmen. Dabei erreichte er mit sieben Prozentpunkten mehr Erst- als Zweitstimmen den landesweit höchsten Überhang an persönlichen Stimmen.
Von 1990 bis 2012 war Schäfer Kreistagsabgeordneter im Landkreis Marburg-Biedenkopf. Von 2002 bis 2013 war er stellvertretender Kreisvorsitzender in einer Jamaika-Koalition und ab 2013 Kreisvorsitzender der CDU Marburg-Biedenkopf. Ab 2008 gehörte Schäfer dem Landesvorstand der CDU Hessen an. Ab April 2011 nahm er wieder sein Mandat in der Stadtverordnetenversammlung in Biedenkopf wahr, legte es jedoch im Februar 2012 nieder. Am 16. November 2012 legte er nach 22 Jahren auch das Kreistagsmandat nieder. Hintergrund war der Abschluss eines Konsolidierungsvertrages mit dem Land Hessen nach dem Schutzschirmgesetz. Da das hessische Finanzministerium demnach auch Aufgaben der Kommunalaufsicht übernahm, wollte er Interessenskonflikte vermeiden.
Er galt als wahrscheinlichster Nachfolger von Volker Bouffier als CDU-Kandidat für das Amt des hessischen Ministerpräsidenten und wurde in den Medien deshalb häufig als „Bouffiers Kronprinz“ bezeichnet. Nach seinem Tod rückte sein Weggefährte Horst Falk für ihn in den Landtag nach. Nachfolger als Minister wurde Michael Boddenberg. Als Ministerpräsident nach dem Rücktritt von Bouffier folgte Boris Rhein.

## Sonstige Ämter
Ab 2005 war Schäfer als Mitbegründer ehrenamtliches Vorstandsmitglied der Stiftung „Leben mit Krebs“, und ab 2011 gehörte er dem Stiftungsrat der Stiftung Lebendige Stadt an.
Im Rahmen seiner Tätigkeit als Minister gehörte Schäfer verschiedenen Aufsichtsgremien an, beispielsweise dem Verwaltungsrat der Landesbank Hessen-Thüringen, dem Aufsichtsrat der Messe Frankfurt und den Aufsichtsräten von Lotto Hessen und der Flughafengesellschaft Kassel-Calden als Vorsitzender.

## Ehrungen
Infolge seines frühzeitigen kommunalpolitischen Engagements in der Stadt Biedenkopf wurde er bereits 2005 zu deren „Stadtältesten“ ernannt.
Anlässlich seines 55. Geburtstages widmete ihm Schäfers Heimatstadt Biedenkopf 2021 postum einen Eintrag ins Goldene Buch der Stadt.
Auf Beschluss der Biedenkopfer Stadtverordnetenversammlung im November 2021 wurde eine kleine Grünanlage, der ehemalige Maibaumplatz in Biedenkopf, im Mai 2022 in Dr.-Thomas-Schäfer-Platz umbenannt. Aufgrund des gleichen Beschlusses – und mit Zustimmung des Landkreises als Eigentümer – erfolgte im Februar 2023 die feierliche Umbenennung der Sporthalle der Grundschule Biedenkopf zur Dr.-Thomas-Schäfer-Sporthalle.
Außerdem wurde er Ende Februar 2023 postum zum Ehrenvorsitzenden der CDU Marburg-Biedenkopf ernannt.

## Kabinette
- Als Staatssekretär: Kabinette Koch II für Justiz (2005–2009) und Koch III für Finanzen (2009–2010).
- Als Finanzminister: Kabinette Bouffier I, II und III (2010–2020).